# 神經上皮細胞
神經上皮細胞（neuroepithelial cell）又称神经外胚层细胞（neuroectodermal cell）是一種幹細胞，可行細胞分裂產生兩個完全相同的細胞。而後，子細胞會經由不對稱的細胞分裂，產生一個與親代相同的細胞及另一個非幹細胞的先驅細胞或神經元。

## 外部連結
- 醫學主題詞表（MeSH）：neuroepithelial+cells